# 함몰유두
함몰유두(inverted nipple, invaginated nipple)는 유두가 유방 바깥쪽이 아닌 안쪽으로 함몰되는 질병이다. 일부의 경우 유두는 자극을 받으면 일시적으로 돌출될 수 있다. 여성과 남성 모두 함몰유두가 있을 수 있다.

## 병인
함몰유두의 가장 흔한 병인은 다음과 같다:
- 선천성
- 모유수유
- 지방 괴사, 흉터와 같은 질병 또는 수술에 의한 외상
- 현수 유방(유방의 늘어짐), 가슴처짐증
- 유방 암종, 파제트병, 염증성 유방암을 포함한 유방암
- 유관확장증, 유방 농양, 유방염과 같은 유방 감염 또는 염증
- 위버 증후군, 염색체 2q 삭제와 같은 유전성 유두 모양
- 여성형 유방[1]
- 전전뇌증, 재발성 감염, 단구증가증
- 임신
- 결핵[2]

모든 여성의 약 10~20%가 이 질병을 갖고 태어난다.